# MichalFest
MichalFest je mutižánrový hudební festival pořádaný v Ostravě od roku 2013. Festival se od počátku koná v areálu národní kulturní památky Důl Michal v Ostravě Michálkovicích nedaleko od centra Ostravy.
V historii festivalu vystoupila celá řada významných umělců nejen z Česka a Slovenska, ale i ze zahraničí. Na MichalFestu je tradičně dáván prostor také kvalitním hudebníkům a skupinám z Ostravského regionu .
Součástí festivalu je kvalitně vybavená volnočasové zóna pro rodiny s dětmi obsahující širokou nabídku sportovních aktivit, zahradních a jiných her a rovněž výtvarné workshopy.

## Ročníky a účinkující

### 2013
Empty Pipen, Marod, Zpocený Voko, Monty, Hastr, Mlčeti dřevo, Kazachstán, Jindra Holubec, Marow, Pavel Dobeš, Úspěch, Jitka Andrášková + FILIP M, Mňága a žďorp, Bandaband, KebUp Band a Simona Martausová, Retro Jokers, FiHa 

### 2014
Buty, Nebe, Vladivojna La Chia, Švihadlo, Jollyjoker and the PBU, Hop Trop, ZVA 1228 Band, Tempo di vlak, Gentle Irony Trio, The Places, Goodwill, Echo Message, Úspěch, Ostband, Lenka Filipová, Šajtar, D.U.B. Music, Windy.

### 2015
Rybičky 48, N.O.H.A., UDG, TUTU Borise Urbánka, Elis, Acoustic Irish, Ajdontker, Coltcha united a KattyGyal Kenta, Úspěch, Naked Floor, Vlasta Redl, Mayday, The Dust.

### 2016
No Name, Abraxas, Boris Band Combination, Robert Křesťan a Druhá tráva, Zrní, Fast Food Orchestra, Morčata na útěku, Silent Stream of Godless Elegy, Úspěch, Goddwill, Mamalör, Sækədʒəwiːə, Projekt D.O.R.A., Easy Steps.

### 2017
Xindl X, Marek Ztracený, Poutníci, Rock&Roll Band Marcela Woodmana, Olga Lounová, Voxel, Kobent, Dirty Old Dogs, Wishmasters, Jananas, FiHa, Sweet Leopard, Černá kočka.

### 2018
Goran Beregović, Mandrage, Dalibor Janda, Ivan Mládek, Doga, Thom Artway, Tereza Kerndlová, Lipo, ATMO music, Ting, Živé kvety, Šajtar, Švihadlo, Sækədʒəwiːə, Public Relations, Salamandra, Goodwill, Tamala, Ema, Witch Hammer.

### 2019
Ruslana, Richard Müller, Lenny, Poetika, Harlej, Mňága a Žďorp, Jakub Děkan, O5 a Radeček, Circus Brothers, XIII. století, Hudba Praha, Peter Nagy, Oceán, Kaczi, Slepí Křováci, Felix Teleke, Allskapones, Petra Göbelová, Coltcha United, Symfobia, Trezor.